# Gehandhaafde wetten van de Duitse bezetter
Tijdens de Tweede Wereldoorlog heeft de Duitse bezetter in Nederland verschillende wetten en regelingen geïntroduceerd. Veel zijn direct na de Tweede Wereldoorlog afgeschaft, maar er zijn ook gehandhaafde wetten van de Duitse bezetter.
Het Besluit bezettingsmaatregelen (Stb. E 93) van 17 september 1944 bevatte een lijst A van regelingen die geacht werden nooit te hebben bestaan (ze vervielen met terugwerkende kracht, ze waren nietig), een lijst B van regelingen die bij de bevrijding vervielen, en een lijst C van regelingen die voorlopig werden gehandhaafd. Sommige wetten van lijst C zijn lang blijven gelden, zie de lijst hieronder.

## Midden-Europese Tijd
Geïntroduceerd 16 mei 1940
Voor het instellen van de Midden-Europese Tijd had Nederland een eigen tijdzone die 20 minuten verschilde van Greenwich Mean Time (GMT) en dus 40 minuten van de tijd in Duitsland. Deze Amsterdamse Tijd was als eerste ingevoerd door de Nederlandse Spoorwegen en later geleidelijk door de rest van het land overgenomen ten koste van de lokale (op de zon gebaseerde) tijd voor iedere stad. Tegelijkertijd met de invoering van de Midden-Europese Tijd ging de zomertijd (die in Nederland sinds 1916 al jaarlijks werd toegepast) in, zodat de klokken 1 uur en 40 minuten verzet moesten worden. In Nederland is de zomertijd na de bevrijding in 1945 afgeschaft, en in 1977 opnieuw ingevoerd. De Midden-Europese Tijd is gebleven, in verband met grensoverschrijdend verkeer en communicatie met buurlanden was het makkelijker als alle landen dezelfde tijd hadden.

## Kinderbijslag voor alle loontrekkenden
Geïntroduceerd 1 januari 1941
Voor 1941 waren er alleen voor bepaalde beroepsgroepen kinderbijslagregelingen. Met het in werking treden van de kinderbijslagwet, kregen alle loontrekkenden kinderbijslag vanaf het derde kind onder de 15 jaar. Deze wet was overigens al in voorbereiding voor de Duitse bezetting.

## Verplichte ziekenfondsverzekering
Geïntroduceerd 1 november 1941 (Ziekenfondsenbesluit, Verordeningenblad 160/1941).
Afgeschaft: 1 januari 2006.
De ziekenfondsverzekering en particuliere verzekering zijn vervangen door een centrale basisverzekering.

## Fietsers van rechts geen voorrang
Geïntroduceerd 9 december 1941 (Wegenverkeersregeling, Verordeningenblad 193/1941)
Afgeschaft 1 mei 2001
Tot 2001 hadden fietsers van rechts geen voorrang op motorvoertuigen ('snelverkeer gaat voor langzaam verkeer'). Deze maatregel werd door de Duitsers uitgevaardigd, mogelijk omdat het het gemotoriseerde bezettingsleger te veel ophield. Door het verbod op benzineverbruik moesten Nederlanders massaal gebruikmaken van de fiets. De bezetter zelf liet weten dat de maatregel paste in het moderner wordende verkeer.

## Invoering van een vennootschapsbelasting
Geïntroduceerd 30 april 1942 (Besluit op de Vennootschapsbelasting 1942, Verordeningenblad 51/1942)
Afgeschaft 8 oktober 1969
Het Besluit was al in de maak vanaf eind jaren 30, en werd voltooid tijdens de bezetting. In 1942 werd hiermee de vennootschapsbelasting onder Duitse supervisie geïntroduceerd. De altijd om geld verlegen bezetter kwam een extra belasting goed uit, en bovendien was al het voorbereidend werk reeds verricht door Nederlandse ambtenaren. Om deze reden besloot de Nederlandse regering het Besluit na 1945 te handhaven, tot in 1969 een nieuwe wet werd geïntroduceerd: de Wet op de vennootschapsbelasting 1969. Het Besluit heeft echter de fundamenten gelegd voor deze wet, die weer op zijn beurt de basis is voor de nieuwe Wet op de Vennootschapsbelasting, die in 2007 is ingevoerd.

## Vlieland en Terschelling bij Friesland gevoegd
Geïntroduceerd 1 september 1942 (Verordeningenblad 73/1942)
De Waddeneilanden Vlieland en Terschelling waren tot 1942 onderdeel van de provincie Noord-Holland. De Duitse bezetter vond het bestuurlijk eenvoudiger deze eilanden bij de provincie Friesland in te delen.

## Invoering zwemdiploma's
Geïntroduceerd bij beschikking van het departement van Opvoeding, Wetenschap en Kultuurbescherming, 28-9-1942 no. 1672. Ingangsdatum 15 oktober 1943
Een raamwerk van 10 zwemdiploma's (Groep 1 = Schoolzwemdiploma's, Groep 2 = Zwemvaardigheidsdiploma's en Groep 3 = Diploma's Reddend Zwemmen) werd door de Duitse bezetter geïntroduceerd. Hierbij werd voor de eerste twee groepen een onderscheid gemaakt tussen diploma's voor scholieren en diploma's voor niet-scholieren. De Nederlandse Zwem Bond (NZB) werd het uitvoerend orgaan voor de niet-scholieren. De scholieren kregen het diploma van het departement van O, W en K. De diploma's voor Reddend Zwemmen werden beheerd door de gedwongen met de NZB samenwerkende Nederlandse Zwem- en Reddingsbond (NZR)
De minister van Onderwijs Cultuur en Wetenschappen nam de regeling door middel van een besluit d.d. 5 mei 1946 ongewijzigd over. Zij het wel dat de twee uitvoerende bonden weer onafhankelijk van elkaar opereerden waarbij de NZB weer KNZB was en de NZR weer de oorspronkelijke naam Koninklijke Nederlandse Bond tot het Redden van Drenkelingen ging voeren. In 1984 is het beheer van de zwemdiploma's overgedragen aan de Nationale Raad Zwemdiploma's.

## Nieuw beleid: kunstsubsidies
Tijdens de Tweede Wereldoorlog nam de NSB'er en  secretaris-generaal op het Departement van Volksvoorlichting en Kunsten Tobie Goedewaagen in 1942 het initiatief voor een stimulerend kunstbeleid met subsidies, dat vrijwel ongewijzigd werd voortgezet na de oorlog.

## Buiten Nederland
Ook buiten Nederland zijn een aantal door de Duitsers geïntroduceerde wetten gehandhaafd. De meeste West- en Centraal-Europese landen bleven net als Nederland aan de Midden-Europese Tijd vasthouden omdat dit makkelijker was. Om dezelfde redenen zijn het rechts rijden dat de Duitsers in Oostenrijk (delen van dit land reden links) en Tsjechoslowakije (het hele land reed links) hebben ingevoerd, gehandhaafd. In Oostenrijk werd pas in 1938, dankzij de overname van de Duitse wetgeving, het niet-kerkelijk huwelijk geïntroduceerd.
In Duitsland zelf zijn wetten en andere normen uit de tijd van 1933-1945 in principe nog steeds in kracht. Bij de oprichting van de Bondsrepubliek 1949 bepaalde de nieuwe grondwet dat oud recht nog steeds van kracht was (zgn. "vorkonstitutionelles Recht", art. 123). Oud recht kan oud federaal recht (vanaf 1867) maar ook oud deelstaatsrecht zijn. Voorwaarde was dat oud recht niet al eerder werd afgeschaft (bijvoorbeeld door de Geallieerden) of de nieuwe grondwet schond. Artikelen 124-129 regelen de soms ingewikkelde vraag of oud recht doorbestaat als federaal of deelstaatsrecht.